# ¿Soy linda?
¿Soy linda? es una tragicomedia alemana. Es una película de episodios rodada por la directora alemana Doris Dörrie en 1998.

## Reparto
- Marie Zielcke: Angelina
- Carla Weindler: Carla
- Julian Messner: Philip
- Suzanne von Borsody: Lucy
- Franka Potente: Linda
- Gustav-Peter Wöhler: Werner
- Steffen Wink: Klaus
- Anica Dobra: Franziska
- Iris Berben: Rita
- Oliver Nägele: Fred
- Maria Schrader: Elke
- Dietmar Schönherr: Juan
- Beatriz Castillón Mateo: Marie (joven)
- Uwe Ochsenknecht: Bodo
- Lorenza Sophia Zorer: Ángel
- Heike Makatsch: Vera
- Juan Diego Botto: Felipe
- Gisela Schneeberger: Tamara
- Nina Petri: Charlotte
- Joachim Król: Robert
- Lina Lambsdorff: Lili
- Gottfried John: Herbert
- Elisabeth Romano: Jessica
- Senta Berger: Unna
- Andoni Gracia: chico español
- Michael Klemm: Holger
- Enrico Boetcher: hombre del aeropuerto
- Christine Osterlein: señora mayor
- Ludwig Haller: hombre de gafas de sol
- Otto Sander: David
- Pierre Sanoussi-Bliss: Paco
- Maria Piniella: Pinkola
- Fernanda de Utrera: cantaora de saetas

## Argumento
La película trata de 16 personas cuyos destinos se entrelazan. La historia tiene lugar en Múnich (Alemania) y en Sevilla. Durante la película, la acción va alternándose en los dos lugares. Las vidas de los personajes están marcadas por celos y aventuras amorosas, problemas matrimoniales y bodas, anhelos y deseos secretos. Lo que los personajes tienen en común son la tristeza y el anhelo de una vida diferente. No son capaces de desprenderse del pasado o lamentan la pérdida de una persona querida.
Rita se aburre con su vida. Su marido Fred ha engordado y ella se obsesiona con los detalles de su dieta. Fred no logra despertar de nuevo las viejas emociones de Rita, hasta que se encuentran en la cocina para preparar la boda de Franziska. 
Parece que a Franziska le cuesta ilusionarse por su inminente boda. Franziska, con el vestido de boda sobre el asiento del coche, choca contra el vehículo de Elke. Luego se ponen a hablar y Franziska le cuenta su vida.
Linda viaja por España haciendo autostop y suele mentir para aprovecharse de la gente. Un día es sordomuda, el otro está enferma de muerte. Al final acaba en brazos del antiguo novio de Franziska, el cual había intentado recuperarla hasta el día de la boda.
Bodo y Lucy pasan unas vacaciones de familia en España y también ellos llegarán al final a la procesión de Semana Santa. Sin embargo, Bodo y “su autoestopista” Linda, no vuelven a verse.
Juan está buscando un lugar apropiado para poner una urna con los restos mortales de su esposa y no se despierta de su estado de profunda tristeza hasta que por fin, bajo una lluvia fuerte, encuentra el lugar que estaba buscando.
El amor de verano de Vera termina cuando se baja del coche de Juan, que la ha llevado al aeropuerto para irse a la boda de su hermana Franziska. Cuando llega, no va sola, sino con una anciana en silla de ruedas, que había sido abandonada en plena calle poco antes por su familia.
Robert y su esposa Charlotte están metidos en un atasco tremendo. Los dos están muy agobiados y surge una bronca porque Robert le confiesa por error su aventura amorosa en el extranjero. No vuelven a reconciliarse hasta que se encuentran en la pista de baile de la boda de la hermana de Charlotte.
Herbert es el padre de Franziska y tiene ya desde hace unos años una aventura amorosa con una mujer mucho más joven que él. Poco antes de la boda de la hija, la amante de Herbert se corta las venas y él la lleva al hospital y la deja ahí, sola. Charlotte, su hija mayor, le echa una mano en la limpieza del piso para que Unna, la esposa de Herbert, no se entere del lío amoroso. Sin embargo, ella ya lo sabe desde hace mucho tiempo.
Poco después de la boda de su hija Franziska, Unna se encuentra con su antiguo amor , David, en España, pero este ya no se acuerda de nada por haber sufrido un ataque de apoplejía. Cuando los dos montan el puzle de lo ocurrido en el pasado, le vuelve la memoria.
Al final de la película casi todos los personajes están en Sevilla, en una procesión de Semana Santa. En once episodios se ha contado su búsqueda del amor, la verdad y el sentido de la vida.
En la Banda sonora de la película, está incluida la marcha de Semana Santa La Madrugá del compositor Abel Moreno Gómez.

## Trasfondo
En ¿Soy linda? Doris Dörrie ha llevado a la pantalla su propia colección de narraciones breves. El rodaje de la película fue interrumpido 2 años porque su marido, que era también su operador de cámara, murió durante la fase de redacción del guion.

## Críticas
Muchos críticos han achacado a la película fallos de dramaturgia, sin embargo, se ha elogiado mucho el reparto. 
- “Un reparto sorprendente y una serie de momentos intensos que conmueven profundamente desde un punto de vista emocional e intelectual. Eclipsa los fallos y el intento fallido de encontrar una línea conductora.” – Lexikon des internationalen Films (Enciclopedia de cine internacional alemana)

- “Es un caos fascinante de relaciones entre los personajes y cuenta con muchos diálogos profundos y caracteres muy interesantes.” - BLICKPUNKT FILM (revista de cine alemana)

- “Doris Dörrie, partiendo de diferentes historias individuales enredadas artísticamente entre sí, nos hechiza con un retrato cinematográfico de conmovedoras imágenes, estilo elegante y mucha fantasía, que , de manera irónica y cariñosa, coloca un espejo ante el público.”– DIRK JASPER FILMLEXIKON (enciclopedia de cine)

- “El amor y la muerte: a veces divertidos,  otras veces son de una tristeza profunda. Doris Dörrie toca el piano de los sentimientos de manera discreta pero recorre el teclado de un extremo al otro con insistencia.” – TV TODAY (revista de programación de televisión alemana)

- “Los excelentes actores han sufrido mucho, así que un aprobado.” - TV SPIELFILM (revista de programación de televisión alemana)

- “Si una película divide tanto a los críticos, es buena señal.” – CINEMA (revista programación de televisión alemana)

- “Tres generaciones de actores coinciden delante de la cámara de Dörrie, las estrellas del cine de autor, las de los ochenta y las de los noventa. Por lo general son los actores mayores los que tienen más ánimo que los jóvenes.” – CHRISTIANE PEITZ de Die Zeit (periódico semanal alemán)

## Premios
- 1998: Bayerischer Filmpreis  – premio al mejor guion (Drehbuchpreis)
- 1999: Deutscher Filmpreis “premio de cine alemán“(mejor actor en papel secundario) – Nina Petri
- 1999: Deutscher Filmpreis (mejor película)

- Datos: Q863484